# Kepler-174 d
Kepler-174 d — экзопланета, которая вращается вокруг звезды K-типа. Его масса составляет 5,43 масс Земли, ему требуется 247,4 дня, чтобы совершить один оборот вокруг своей звезды, и он находится на расстоянии 0,677 а. е. от своей звезды. Об открытии было объявлено в 2014 году.

## Характеристики
Тип — мини Нептун
Масса — 5.43 масс Земли
Дата открытия — 2014 год
Радиус 2.19 радиусов земли
Орбитальный период — 247 дней